# ARGOS (satellite)
ARGOS (Advanced Research and Global Observation Satellite) est un satellite développé par le département de la Défense des États-Unis (DoD) et lancé en 1999. L'objectif de sa mission est de mettre au point des instruments et équipements destinés à voler sur des satellites d'observation de la Terre et des observatoires spatiaux ainsi que de mener des études sur l'environnement spatial. Placé sur une orbite héliosynchrone par une fusée Delta II, ce gros satellite de 2,5 tonnes a achevé sa mission fin juillet 2003.

## Objectifs
Le satellite ARGOS regroupe des expériences et des équipements expérimentaux développés par l'Armée de l'Air américaine qui par leur taille, leur contrainte de mise en œuvre ou leur durée ne peuvent être embarqués sur la Navette spatiale américaine ou des lanceurs légers comme il est d'usage habituellement dans le cadre du programme STP.  ARGOS emporte 9 équipements et instrumentaux expérimentaux répondant à une trentaine d'objectifs scientifiques. Certains instruments doivent par ailleurs dans le cadre de sa mission de 3 ans collecter des données scientifiques sur l'environnement spatial pour les besoins de programmes spatiaux militaires.

## Historique
ARGOS est à la date de son lancement le plus gros satellite pris en charge par le programme STP  qui mutualise le conditionnement et  les moyens de lancement des expériences technologiques et scientifiques développés de l'Armée de l'Air américaine. Le satellite est construit par la société Boeing dans le cadre d'un budget de 217 millions US$ en incluant le cout de lancement et la gestion opérationnelle. Il est placé le 23 février 1999 sur une orbite héliosynchrone (altitude 846 km et inclinaison de 98,7°) par une fusée Delta II 7920-10  tirée depuis la base de lancement de Vandenberg (Californie). Le lanceur emporte également les micro-satellites danois Ørsted et sud-africain SUNSAT (en). Le satellite est désactivé le 31 juillet 2003.

## Caractéristiques techniques
ARGOS est un gros satellite d'observation de la Terre de 2 718 kg stabilisé 3 axes. Son système de contrôle d'attitude lui permet une précision de pointage de 0,05°. Ses panneaux solaires orientables fournissent 1 kW en moyenne et 2,2 kW en pointe. Il dispose de mémoires flash d'une capacité de 2,6 gigabits. Les transmissions vers les stations au sol se font avec un débit maximum de 4 à 5 mégabits/s. Le satellite est conçu pour fonctionner au minimum 1 an avec un objectif de 3 ans.

### Instruments et équipements expérimentaux
Le satellite emporte neuf instruments scientifiques et équipements expérimentaux : 
- HTSSE (High Temperature Superconducting Space Experiment II) est un équipement de 132 kg destiné à valider le comportement de 8 composants électroniques utilisant des supraconducteurs fonctionnant à haute température (77 kelvins) développés par plusieurs organismes américains, canadien et allemand. Il doit mesurer le comportement de ces composants dans la durée, les effets des rayonnements reçus dans l'espace, leur consommation électrique....
- EUVIP (Extreme Ultraviolet Imaging Photometer) est un  instrument de 70,5 kg composé pour l'essentiel d'un télescope observant dans l'ultraviolet lointain et dont l'objectif est d'étudier la haute atmosphère afin de fiabiliser les télécommunications militaires par satellite.
- USA (Unconventional Stellar Aspect) est un  instrument de 226 kg destiné à tester différentes technologies dans le domaine de l'observation des rayons X. L'objectif est également d'étudier différentes applications de ces détecteurs portant sur la composition et la structure de l'atmosphère terrestre ou dans le domaine de la navigation spatiale.
- ESEX (Electric Propulsion Space Experiment) est un moteur arcjet expérimental d'une puissance de 30 kW qui est évalué pour une utilisation en tant que moteur de correction d'orbite. L'équipement a une masse de 450 kg
- SPADUS (Space Dust Experiment) est un instrument de 23 kg dont l'objectif est de mesurer les caractéristiques (densité, vitesse, direction) des débris orbitaux et de la poussière présente sur les orbites sur lesquelles circulent les satellites héliosynchrones.
- CIV (Critical Ionization Velocity) est une expérience de lâcher de xénon et de dioxyde de carbone pour l'étude des processus de ionisation  dans la haute atmosphère générés par les collisions et le plasma.
- HIRAAS (High-Resolution Airglow/Aurora Spectroscopy) est instrument utilisant trois spectrographes  (HITS, LORAAS, and ISAAC) pour mesurer les émissions de l'ionosphère et de la thermosphère dans l'ultraviolet.
- GIMI (Global Imaging Monitor of the Ionosphere) est un instrument dont l'objectif est de cartographier et d'étudier la densité de l'ion O+ et des électrons de l'ionosphère par la mesure des émissions dans l'ultraviolet lointain. L'instrument utilise deux caméras montées sur cardan observant dans des gammes d'ondes différentes.
- CERTO (Coherent Radio Topography Experiment) est un émetteur radio fonctionnant sur 150  et   400 MHz qui est utilisé pour réaliser la modélisation de la densité et des irrégularités de l'ionosphère.

### Sources
- (en) « ARGOS (Advanced Research and Global Observation Satellite) », EO Portal (ESA) (consulté le 4 octobre 2014)